# Сарадња
Сарадња или кооперација је облик групног рада у којем постоји сарадња међу члановима у постизању заједничког циља. Кооперација почива на заједничким интересима, што обезбеђује групну кохезију, функционисање и успешну делатност, што доноси и задовољство члановима групе. Данас се под кооперативама подразумевају мале мануфактурне радионице али и сарадње великих корпорација ради производње заједничког производа.